# Król wszechświata
Król wszechświata (Sum: lugal ki-sár-ra lub lugal kiš-ki, akad: šarru kiššat māti, šar-kiššati lub šar kiššatim), interpretowane również jako król wszystkiego lub król świata – tytuł używany przez potężnych władców starożytnej Mezopotamii, zgłaszających pretensje do swojej dominacji nad światem. Pierwszym władcą, który używał tego określenia, był akadyjski król Sargon Wielki. Ostatnim określającym się tym mianem był władca seleukidzki Antioch I Soter.

## Wyjaśnienie terminu

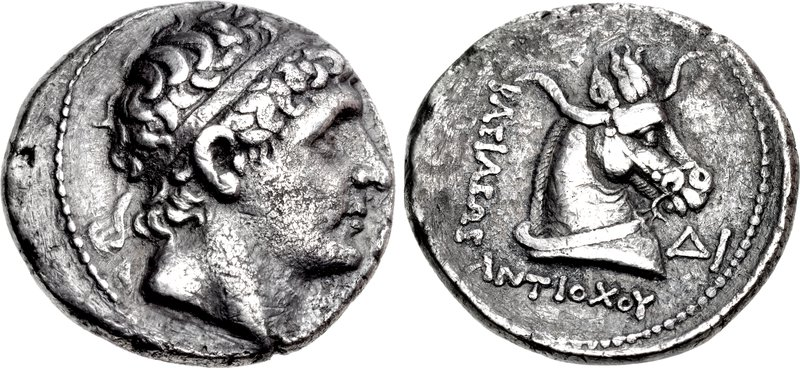
Tetradrachma Antiocha I Sotera, władcy imperium seleukidów, który był ostatnim znanym władcą używającym tytułu „króla wszechświata”

Pierwotnie termin šar kiššatim w języku akadyjskim oznaczał „król Kisz”. W czasach imperium akadyjskiego zmienił swoje znaczenie na „król wszechświata”.
Możliwe jest, że tytuł ten odwoływał się do władzy nad królestwem kosmologicznym, podczas gdy „król czterech stron świata” odnosił się jedynie do władzy nad Ziemią.